# Дебальцевский городской совет
 Дебальцевский городской совет — одна из административно-территориальных единиц в Донецкой области. Входит в состав Горловско-Енакиевской агломерации.
В 2014-2015 годах в районе Дебальцева развернулась активная фаза боевых действий. В начале февраля 2015 года образовался Дебальцевский котёл. 18 февраля 2015 года городской совет заняли военные ДНР и ЛНР.
20 мая 2015 Верховная Рада Украины передала из состава Дебальцевского горсовета город Светлодарск и пгт Мироновский.
17 июля 2020 года Дебальцевский горсовет, находившийся в составе Бахмутского района, был официально упразднён.

## Экономика
Железнодорожный узел. Машиностроение. 

Основные предприятия:
- Дебальцевский завод по ремонту металлургического оборудования;
- Дебальцевский завод железобетонных конструкций;
- Дебальцевский завод строительных материалов.